# Antoni Joan Llambies
Antoni Joan Llambies (Mallorca, segle XV - Mallorca, segle XVI) fou un cronista, arxiver i religiós balear.
Dominicà, arxiver del convent de Sant Domènec de Palma. Autor d'un breu Memorial (1522), manuscrit, escrit en català, sobre els inicis de la Germania de Mallorca. Es tracta d'un dels pocs testimonis imparcials contemporanis d'aquests fets. El 1981 fou publicat, com a apèndix, dins el Cronicón Mayoricense d'Àlvar Campaner i Fuertes. És una de les poques relacions conservades d'aquesta revolta.